# HD139525
HD139525 — хімічно пекулярна зоря спектрального класу B8, що має видиму зоряну величину в смузі V приблизно  7,0.
Вона  розташована на відстані близько 1725,7 світлових років від Сонця.

## Пекулярний хімічний склад
Зоряна атмосфера HD139525 має підвищений вміст 
Si
.

## Магнітне поле
Спектр даної зорі вказує на наявність магнітного поля у її зоряній атмосфері.
Напруженість повздовжної компоненти поля оціненої з аналізу
крил ліній Бальмера
становить  214,8± 234,1 Гаус.